# Mahlkönig
Mahlkönig (alte Eigenschreibweise: MAHLKÖNIG) ist eine Marke der schweizerischen Hemro International AG und gehört zu den Marktführern im Bereich der Kaffee- und Espressomühlen für professionelle Anwender. Die Mühlen werden von der unternehmenseigenen R&D-Abteilungen entwickelt und im Hamburger Werk gefertigt. Der Vertrieb erfolgt sowohl direkt aus Hamburg als auch über eigene Niederlassungen in den USA und Asien, sowie über ein globales Netzwerk aus Händlern und Servicepartnern. Mahlkönig beliefert weltweit Coffee-Shop-Ketten, Kaffeeröster, Unternehmen aus dem Bereich Gastronomie, Einzel- und Großhandelsunternehmen, Reformhäuser sowie Einzelkunden. Mahlkönig ist offizieller Espressomühlen-Sponsor der World Barista Championship, und World Coffee in Good Spirits für die Periode 2018 bis 2020.

## Geschichte
1924 erfolgte die Gründung der Stawert Mühlenbau GmbH & Co. KG. 1960 begann eine  Fokussierung auf Vermahlung von Lebensmitteln, speziell Kaffee.
1999 war die Gründung der US-Niederlassung MAHLKOENIG Inc. in Kalifornien. 2000 kam es zur Einführung der weltweit ersten „grind-on-demand“ Espressomühle K60ES.
2005 erfolgte die Umfirmierung zur MAHLKÖNIG GmbH & Co. KG. Im selben Jahr war die Einführung der K30 „grind-on-demand“Espressomühle; sowie eine Auszeichnung der K30 mit dem Design-Preis Red Dot Design Award. 2007 folgte eine Unternehmensfusion mit dem schweizerischen Mühlenhersteller Ditting unter dem Dach der HEMRO AG.

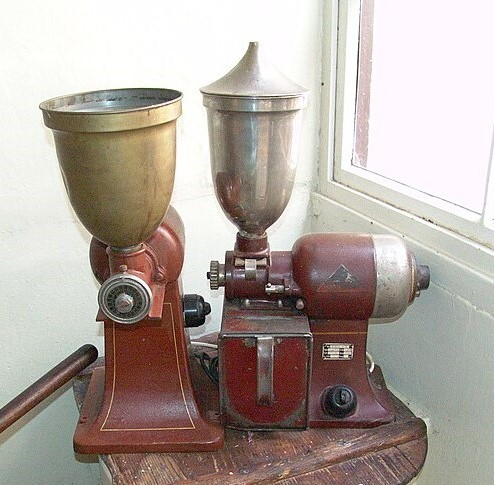
Mahlkönig UK1 und Mahlkönig UK2A

2008 war die Markteinführung der  K30 Twin „grind-on-demand“ Espressomühle; und die Auszeichnung der K30 TWIN mit dem IF Design Award. 2007 erfolgte der Beginn der Bewirtschaftung der Coffee Farm Songwa Estates in Kollaboration mit LaMarzocco und Probat. 2009 kam es zur Markteinführung der Endverbraucher „grind-on-demand“ Mühle  Vario Home. 2011 war eine  Erweiterung der Mahlscheiben-Produktion am Firmensitz in Hamburg, es entstand eine neue Produktionshalle mit ca. 1.500 m² Fläche. 2012 kam es zur Integration der italienischen Espressomühlenmarke Anfim in die HEMRO AG. 2015 war die Einführung der  PEAK-Espressomühle. 2016 erfolgte Beginn der strategischen Zusammenarbeit mit der Kaffeemühlenmarke HeyCafé. 2018 kam es zur Integration von HeyCafé in die Hemro-Unternehmensgruppe. Es folgte eine  Umfirmierung der ehemaligen MAHLKÖNIG GmbH & Co. KG zur Hemro Manufacturing GmbH und die Übernahme aller gruppenweiten Funktionen durch die Hemro International AG in Bachenbülach, Schweiz. Im selben Jahr war auch die  Einführung der E65S – der ersten „Next Generation“-Espressomühle. 2020 folgten die Modelle E80 Supreme und die E65S GbW, die erste Espressomühle mit gewichtsbasierter Dosierung. Im selben Jahr zog das Unternehmen am Standort Hamburg in ein neues Gebäude mit  größeren Produktionsflächen. Mit der X54 Allround-Haushaltskaffeemühle wurde im Jahr 2021 das erste Modell der Produktkategorie „Mahlkönig home“ vorgestellt, welches derzeit das einzige Modell von Mahlkönig für den Haushalt ist.